# Rizal (Cagayán)
Piat es un municipio filipino de quinta categoría perteneciente a  la provincia de Cagayán en la Región Administrativa de Valle del Cagayán, también denominada Región II.

## Geografía
Tiene una extensión superficial de 124.40 km² y según el censo del 2007, contaba con una población de 21.430 habitantes, 18.592  el día primero de mayo de 2010

### Barangayes
Rizal se divide administrativamente en 29 barangayes o barrios, 28 de  carácter rural y 1 de carácter urbano, su capital.
| - Anagguan - Anurturu - Anungu - Baluncanag - Batu - Cambabangan - Capacuan - Dunggan - Duyun - Gaddangao - Gaggabutan East - Illuru Norte - Lattut - Linno (Villa Cruz) - Liuan | - Mabbang - Mauanan - Masi (Zinundungan) - Minanga - Nanauatan - Nanungaran - Pasingan - Población - San Juan (Zinundungan) - Sinicking - Battut - Bural (Zinundungan) - Gaggabutan West - Illuru Sur |